# 八里坌
八里坌據傳為平埔族原住民部落名稱的漢譯，因別字而曾有八里岔的誤名。為臺北盆地早於新莊、艋舺的早期漢人市街。1920年簡化地名為八里，為今新北市八里區的前身。最早見於荷蘭人的文獻中。

## 神話傳說
傳說曾有一人當過唐山的駙馬，然而其相貌醜陋，王妃（或公主）不喜，於是天子將其趕出宮，並賜予糧食、銀和船。駙馬於是帶著兄弟七人乘船抵達臺灣北海岸，並相約以芒草抽籤，四位抽中流血芒草者前往山區拓荒，成為高山族始祖；未抽中流血芒草的三人則留在平地開墾，成為平埔族-八里坌社的始祖:22。

## 歷史
1630-40年代：台灣荷西殖民時期
1712年：康熙五十一年，設立八里坌汛。
1718年：淡水河北岸設置淡水營，指揮官階級是守備。
1731年：雍正九年，台灣北路營淡水營的守備缺又調升一級為都司缺。
1731年：雍正九年，設立八里坌巡檢，首任巡檢是魯浩，是當時北台灣最大的文官，管轄的地區包括整個大台北以及基隆一帶。
1737年：乾隆二年，八里坌建城。八里坌庄民有錢的獻地捐銀、沒錢的出公工，構築了一座土牆城堡，將巡檢的辦公廳舍圍起來，作為巡檢的駐地。
1750年：乾隆十五年，因風災造成巡檢署房屋損壞，八里坌巡檢遷移到新莊公館，此土城便逐漸荒廢，到清末僅存殘蹟。